# C13 (Namibië)
De C13 is een secundaire weg in het zuidwesten van Namibië. De weg loopt van Helmeringhausen via Aus en Rosh Pinah naar Noordoewer. In Aus sluit de weg aan op de B4 naar Lüderitz en Keetmanshoop en in Noordoewer op de B1 naar Kaapstad.
De C13 is 424 kilometer lang en loopt door de regio !Karas.